# Claudia Wutz
Claudia Wutz (* vor 1962) ist eine deutsche ehemalige Filmeditorin.

## Leben
Claudia Wutz begann ihre Tätigkeit als Editorin Anfang der 1980er Jahre. Sie war für den Filmschnitt einiger erfolgreicher Produktionen wie Die Supernasen verantwortlich und war an mehreren Folgen der Fernsehserie Der Alte beteiligt. Insgesamt umfasst ihr Werk mehr als 20 Produktionen.
Ihr letzter Film erschien 2001; nach dieser Zeit wurde sie als Mosaikbildnerin in München aktiv.

## Filmographie (Auswahl)
- 1982: Ein dicker Hund
- 1982: Piratensender Powerplay
- 1983: Sunshine Reggae auf Ibiza
- 1983: Die Supernasen
- 1983: Das verrückte Strandhotel
- 1984: Schulmädchen ’84
- 1984: Her mit den kleinen Schweinchen
- 1984: Zwei Nasen tanken Super
- 1984: Popcorn & Paprika
- 1985: Seitenstechen
- 1985: Die Einsteiger
- 1986: Geld oder Leber!
- 1987–1996: Der Alte (Fernsehserie, 17 Folgen)
- 1991: Tatort: Moltke